# Катастрофа Ил-18 под Южно-Сахалинском
Катастрофа Ил-18 под Южно-Сахалинском — крупная авиационная катастрофа, произошедшая 2 сентября 1964 года близ станции Перевал в Холмском районе Сахалинской области. Авиалайнер Ил-18В Красноярского ОАО авиакомпании «Аэрофлот» выполнял плановый внутренний рейс SU-721 по маршруту Москва — Красноярск — Хабаровск — Южно-Сахалинск, но при заходе на посадку в Южно-Сахалинске самолёт врезался в склон горы и полностью разрушился. Погибли 87 человек на борту авиалайнера из 93 — 84 пассажира и 9 членов экипажа, выжили 6, получив тяжёлые ранения. 
На момент событий это была крупнейшая авиационная катастрофа в СССР (до катастрофы Ил-18 в Свердловске, где 107 погибших), на 2024 год — 24-я, крупнейшая авиационная катастрофа в Сахалинской области и крупнейшая авиационная катастрофа 1964 года. 

## Самолёт
Ил-18В с бортовым номером СССР-75531 (заводской — 183006904, серийный — 069-04) выпущен заводом ММЗ «Знамя Труда» 24 декабря 1963 года. Его передали Главному управлению гражданского воздушного флота, которое 7 января 1964 года направило самолёт в Красноярский авиаотряд Красноярского управления гражданского воздушного флота. На момент катастрофы 9-месячный авиалайнер имел 1269 часа налёта и 358 циклов «взлёт-посадка».

## Экипаж
Из-за того, что в аэропорту Красноярска произошла смена экипажа, у лайнера появился новый экипаж из 128-го авиаотряда, состоящий из:
Командир воздушного судна (КВС) — Анатолий Андреевич Смирнов
Второй пилот — Борис Григорьевич Степанов
Штурман авиаэскадлирьи — Анатолий Давыдович Гилинский
Штурман-стажёр — Иван Васильевич Иванов
Бортмеханик — Аркадий Николаевич Калайда
Бортрадист — Евгений Петрович Ипатов
В салоне самолёта работали 3 бортпроводника
Анастасия Фёдоровна Цебак
Любовь Леонидовна Орехова
Николай Викторович Филатов

## Катастрофа
Ил-18В борт СССР-75531 2 сентября 1964 года должен был выполнить внутренний рейс 721 из Москвы в Южно-Сахалинск с промежуточными посадками в Красноярске и Хабаровске. В Красноярске произошла смена экипажа. До Хабаровска и Красноярска рейс 721 долетел без происшествий. В 20:00 по местному времени Ил-18 вылетел из Хабаровского аэропорта и после набора высоты занял эшелон 6000 метров, летя над облаками. На борту находились 84 пассажира, в том числе 17 детей.
При входе в зону аэропорта Хомутово (Южно-Сахалинск) экипаж приступил к снижению. В это время небо над Южно-Сахалинском было затянуто облаками, видимость составляла 10 километров. В 21:05 экипаж связался с диспетчером и доложил, что вышел из облаков на высоте 2600 метров, после чего продолжил полёт по направлению к ДПРМ. Диспетчер сообщил экипажу, что в зоне аэропорта неустойчивый юго-восточный ветер со скоростью 4 м/с, и что посадка будет осуществляться по магнитному курсу 10° (с юга). В ответ экипаж дважды попросил разрешения на посадку по кратчайшему маршруту — магнитному курсу 190° (с севера). Но диспетчер отвечал отказом («не положено») и давал указания следовать на высоте 1500 метров по направлению к ДПРМ для захода на посадку по курсу 10°. В 21:09, когда Ил-18 находился в 37 километрах от ВПП на высоте 1500 метров, экипаж связался с диспетчером и доложил, что вышел на визуальный заход. Также экипаж вновь запросил разрешение на посадку с прямой по курсу 190°. Чтобы убедиться в их возможности выполнить заход на посадку по кратчайшему маршруту, диспетчер запросил «успеете?», на что экипаж ответил утвердительно («да, успеваем»). В связи с этим диспетчер дал разрешение на выполнение визуального захода с правым доворотом курсом 190°. Экипаж подтвердил получение этого разрешения.
В 21:10 диспетчер передал: «600 доложить». Экипаж воспринял данную неясную команду как разрешение на снижение до 600 метров с докладом и подтвердил её («Вас понял, 600 доложить»). Как только было получено разрешение захода на посадку по курсу 190°, экипаж выполнил левый разворот на курс 100°, после чего выпустил шасси и начал снижаться с вертикальной скоростью около 10 м/с. При этом экипаж, вероятно, упустил из виду, что при заходе на посадку курсом 190° вплоть до 4-го разворота следует сохранять минимальную высоту 1200 метров, а выход из разворота должен осуществляться на высоте не менее 900 метров, так как полёт проходит над горным хребтом высотой до 790 метров. Высоту 600 метров вообще можно занимать лишь в 12,7 километрах от торца полосы на предпосадочной прямой. Ил-18 летел в темноте на высоте 1200 метров и в простых метеоусловиях, когда экипаж услышал команду «600 доложить». Видя огни Южно-Сахалинска, экипаж, не ведя детальной ориентировки, ошибочно посчитал, что они уже достаточно близко, и начал снижение до высоты 600 метров. Но после начала полёта по курсу 100° визуальные условия резко ухудшились. Экипаж не анализировал полученные пеленги 140°, а затем 151°, хотя они значительно отличались от посадочного 190°. Даже когда диспетчер передал, что потерял радиолокационный контроль над самолётом, экипаж и этому сообщению не придал значения. В свою очередь, диспетчер, несмотря на полученные пеленги, которые показывали значительное удаление самолёта от посадочного курса, не заметил ошибок и нарушения схемы захода на посадку и не предупредил об этом экипаж. К тому же, дав разрешение на посадку с МК=190°, он не включил радиотехнические средства этого курса.
Когда от экипажа прозвучал доклад «занял 600», диспетчер, не разобравшись в ситуации, дал команду занимать 400 метров. В 21:11 в 26 километрах северо-западнее аэропорта летящий по курсу 100° на высоте 550 метров над уровнем моря Ил-18 с небольшим правым креном врезался в лесистый склон горы высотой 793 метра, неподалёку от села Перевал (ныне не существует). От удара авиалайнер полностью разрушился и загорелся. Разброс обломков имел в длину 250 метров. В катастрофе погибли все 9 членов экипажа и 78 пассажиров (64 взрослых и 14 детей). Выжили только 3 взрослых пассажира и 3 ребёнка, которые получили тяжёлые травмы. По числу жертв это крупнейшая авиакатастрофа 1964 года.

## Причины
Причиной катастрофы комиссия назвала действия экипажа, который из-за ошибочного определения своего местоположения в визуальном полёте в ночных условиях и в нарушение установленных в районе аэропорта Хомутово правил полёта, а также из-за неверного восприятия нечётких и неуместных команд диспетчера снизился раньше времени ниже безопасной высоты.